# Ferdinand Christian Gustav Arnold
Ferdinand Christian Gustav Arnold (Ansbach, 1828 – Monaco di Baviera, 1901) è stato un botanico tedesco.

## Biografia
Studiò giurisprudenza a Monaco e Heidelberg e durante la sua carriera esercitò la professione di avvocato a Eichstätt (1857-77) e Monaco (1877-96). Nel 1878 fu insignito di un dottorato onorario dall'Università Ludwig Maximilian di Monaco. Egli fu parallelamente discepolo dei botanici Carl Friedrich Philipp von Martius (1794-1868) e Otto Sendtner (1813-1859), ed impiegò il suo tempo libero a studi floristici e alla classificazione di piante e funghi.
Anche se inizialmente si dedicò allo studio delle piante vascolari, successivamente la sua attività fu principalmente rivolta allo studio di licheni e briofite. Era ben noto per i suoi studi di specimen di erbario (exsiccatae); il suo erbario, infatti, raccoglieva approssimativamente 150.000 esemplari, in gran parte costituiti da licheni e funghi lichenicoli.. Oggi la sua collezione è mantenuta presso il Botanische Staatssammlung a Monaco.
Arnold fu l'autore di Lichenologische Ausflüge in Tirol (Escursioni Lichenologiche in Tirolo), che è ancora oggi considerata la più importante fonte di informazione sulla lichenologia alpina. Egli fu membro fondatore del Bayerische Botanische Gesellschafte nel 1878 fu insignito di un dottorato onorario dall'Università Ludwig Maximilian di Monaco.
Arnold morì a Monaco nel 1901. La rivista scientifica Arnoldia, chiamata così in suo onore, iniziò le pubblicazioni nel 1991. Essa si dedica principalmente a descrivere i cartellini e le annotazioni delle specie essiccate nell'erbario del Botanische Staatssammlung.

## Pubblicazioni (parziale)
Vengono elencate di seguito alcune delle circa 140 pubblicazioni di Arnold.
- (1869). Lichenologische Ausflüge in Tirol. IV. Der Schlern. Verhandlungen der Zoologisch-Botanischen Gesellschaft zu Wien 19: 605-610.
- (1870). Lichenologische Fragmente. X. Flora 53: 465-469.
- (1871). Lichenologische Fragmente. XI. Flora 54: 49-50.
- (1876). Lichenologische Ausflüge in Tirol. XV. Gurgl. Verhandlungen der Zoologisch-Botanischen Gesellschaft zu Wien 26: 353-371.
- (1879). Lichenologische Ausflüge in Tirol: XX. Predazzo. Verhandlungen der Zoologisch-Botanischen Gesellschaft zu Wien 29: 351-356.
- (1880). Lichenologische Ausflüge in Tirol. XXI. Berichtigungen und Nachträge. B. Verzeichnis der Tiroler Lichenen. Verhandlungen der Zoologisch-Botanischen Gesellschaft zu Wien 30: 95-117.
- (1881). Lichenes Britannici exsiccati, herausgegeben von Leighton. Flora 44: 435-661.
- (1881). Lichenologische Fragmente. XXIV [concl.]. Flora 64: 193-196.
- (1884). Die Lichenen des Fränkischen Jura [cont.]. Flora 67: 403-416.
- (1885). Die Lichenen des Fränkischen Jura [cont.]. Flora 68: 49-55.
- (1885). Die Lichenen des Fränkischen Jura [cont.]. Flora 68: 143-158.
- (1885). Die Lichenen des Fränkischen Jura [cont.]. Flora 68: 211-246.
- (1887). Lichenologische Ausflüge in Tirol. XXIII. Predazzo und Paneveggio. Verhandlungen der Zoologisch-Botanischen Gesellschaft zu Wien 37: 81-98.
- (1896). Lichenologische Ausflüge in Tirol. XXVII. Galtür. Verhandlungen der Zoologisch-Botanischen Gesellschaft zu Wien 46: 105-107.